# Yang Sen

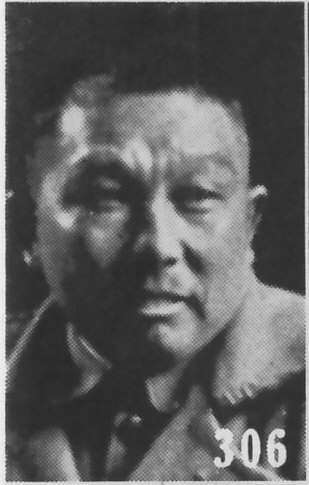
Portrait photographique de Yang Sen

Yang Sen (chinois simplifié : 杨森 ; chinois traditionnel : 楊森 ; pinyin : yáng sēn, 20 février 1884, Guang'an－15 mai 1977, Taipei), était un général chinois de l'Armée nationale révolutionnaire et un officier supérieur de la Clique du Sichuan pendant l'époque des Seigneurs de la guerre (1916 – 1928).
Il a rencontré en 1927, Li Qingyun, un médecin et herboriste chinois considéré comme avoir vécu 256 ans, qu'il a fait photographier en 1927.

## Publications
- A Factual Account of the 250 Year-Old Good-Luck Man (Un homme chanceux de 250 ans), traduit par Stuart Alve Olson, Valley Spirit Arts LLC, 2014.  (ISBN 1889633348).